# Nekrolog 1855
Nekrolog
◄◄
| ◄
| 1851
| 1852
| 1853
| 1854
| 1855 | 1856 | 1857 | 1858 | 1859 | ► | ►►
Weitere Ereignisse | Allgemeiner Nekrolog 1855
Die Beschreibung der verstorbenen Person sollte so kurz wie möglich gehalten sein und nur deren signifikante Tätigkeit(en) enthalten.
Neue Namen ggf. auch unter dem Geburts- und Sterbedatum, also etwa unter 1. Januar und im Geburts- und Sterbejahr (2024) eintragen (nur bei entsprechender großer Wichtigkeit). Für Beispiele siehe die schon vorhandenen Artikel.
Außerdem über die fünf zuletzt Verstorbenen, zu denen es einen ausreichend guten Artikel für eine Präsentation auf der Hauptseite gibt, nach der todesbedingten Überarbeitung der Artikel ggf. auch unter Wikipedia Diskussion:Hauptseite informieren und sie am besten auch in den anderen Wikipedia-Sprachversionen eintragen. Tipp: Regelmäßig bei news.google.de nach „ist tot“, „gestorben“ oder „verstorben“ suchen.
Wenn eine Person gestorben ist, gibt es viele Seiten zu dieser Person in der Wikipedia, die davon auch betroffen sind und entsprechend aktualisiert werden müssen. Beispiele: Namenübersichtsseite, Geburtsjahr, Geburtsort-Seiten und viele mehr.
Wie finde ich die betroffenen Seiten?
Im Suchfeld auf der linken Seite gibt man den Suchbegriff so ein: „Vorname Nachname“. Dann klickt man auf Volltext und alle Seiten mit entsprechendem Suchtext werden aufgerufen. Hier sieht man dann schnell, wo auch das Todesjahr Sinn macht oder sogar ein Teil des Artikels angepasst werden muss. Auch hilft das „Werkzeug“ auf der linken Seite sehr gut, um solche Seiten aufzufinden: „Links auf diese Seite“. Somit ist die Wikipedia wieder aktuell in allen Bereichen! Hinweis: bei Eintragung der Kategorie „Gestorben JAHR“ wird der Missbrauchsfilter 49 ausgelöst, was jedoch nicht schlimm ist. Siehe: Spezial:Missbrauchsfilter/49
Dies ist eine Liste von im Jahr 1855 verstorbenen bekannten Persönlichkeiten. Die Einträge erfolgen innerhalb der einzelnen Daten alphabetisch sortiert. Tiere sind im Nekrolog für Tiere zu finden.

## Januar
| Tag        | Name                                  | Beruf, bekannt als                                                                                   | Alter | Beleg |
| ---------- | ------------------------------------- | --- | ----- | ----- |
| 1. Januar  | Pascual Liñán                         | spanischer Offizier                                                                                  | 79    |       |
| 3. Januar  | Johann Mailáth                        | ungarischer Historiker und Schriftsteller                                                            | 68    |       |
| 4. Januar  | Georg Eberle                          | österreichischer Feldmarschall-Leutnant und Festungsbaumeister                                       | 67    |       |
| 5. Januar  | Mihály Pollack                        | österreichisch-ungarischer Architekt                                                                 | 81    |       |
| 6. Januar  | Lorenzo Simonetti                     | Kardinal der katholischen Kirche                                                                     | 65    |       |
| 7. Januar  | David Johnson                         | US-amerikanischer Politiker                                                                          | 72    |       |
| 7. Januar  | Tunstall Quarles                      | US-amerikanischer Politiker                                                                          |       |       |
| 8. Januar  | Diponegoro                            | indonesischer Freiheitskämpfer auf Java                                                              | 69    |       |
| 8. Januar  | Franz Binder von Krieglstein          | österreichischer Diplomat                                                                            | 80    |       |
| 8. Januar  | Wilhelm von Urff                      | kurhessischer Generalmajor und Mitglied der kurhessischen Ständeversammlung                          | 55    |       |
| 9. Januar  | Louis Pape                            | deutscher Komponist                                                                                  | 55    |       |
| 10. Januar | Barnabas Kelet Henagan                | US-amerikanischer Politiker                                                                          | 56    |       |
| 10. Januar | Mary Russell Mitford                  | britische Schriftstellerin und Dramatikerin                                                          | 67    |       |
| 11. Januar | Moses Norris                          | US-amerikanischer Politiker (Demokratische Partei)                                                   | 55    |       |
| 12. Januar | John S. Barbour                       | US-amerikanischer Politiker                                                                          | 64    |       |
| 12. Januar | Isaac G. Farlee                       | US-amerikanischer Politiker                                                                          | 67    |       |
| 12. Januar | Johann Hermann Hüffer                 | deutscher Verleger, Politiker und Oberbürgermeister von Münster                                      | 70    |       |
| 12. Januar | Maria Theresia von Österreich-Toskana | Königin von Sardinien-Piemont                                                                        | 53    |       |
| 13. Januar | Johannes Schuchard                    | deutscher Fabrikant, Kaufmann und Politiker                                                          | 72    |       |
| 14. Januar | Johann Christian Jauch senior         | hanseatischer Kaufmann                                                                               | 90    |       |
| 15. Januar | Henri Braconnot                       | französischer Chemiker, Botaniker und Pharmazeut                                                     | 74    |       |
| 15. Januar | Johann Ulrich Fitzi                   | Zeichner und Maler in Appenzell Ausserrhoden                                                         | 56    |       |
| 16. Januar | John Van Buren                        | US-amerikanischer Jurist und Politiker                                                               | 55    |       |
| 16. Januar | Julie Mihes                           | deutsche Malerin und Ordensschwester                                                                 | 68    |       |
| 16. Januar | Albert Spieß                          | österreichischer Werksdirektor und Politiker, Landtagsabgeordneter                                   | 46    |       |
| 17. Januar | Joseph von Würth                      | österreichischer Verwaltungsjurist und Politiker                                                     |       |       |
| 18. Januar | Konstantin Karl Falkenstein           | Schweizer Historiker und Schriftsteller                                                              | 53    |       |
| 18. Januar | Andreas Johan Sjögren                 | finnisch-schwedisch-russischer Sprachwissenschaftler, Historiker, Ethnograph und Forschungsreisender | 60    |       |
| 19. Januar | Henry Brush                           | US-amerikanischer Jurist und Politiker                                                               | 76    |       |
| 20. Januar | Adelheid von Österreich               | Königin von Sardinien                                                                                | 32    |       |
| 20. Januar | Max Waldau                            | deutscher Schriftsteller                                                                             | 29    |       |
| 21. Januar | Giuseppe Pecci                        | Bischof von Gubbio und Kardinal der Römischen Kirche                                                 | 78    |       |
| 22. Januar | Mariano de Aycinena y Piñol           | guatemaltekischer Staatschef                                                                         | 65    |       |
| 23. Januar | Álvaro Gómez Becerra                  | Ministerpräsident von Spanien                                                                        | 83    |       |
| 24. Januar | Christoph Friedrich Wilhelm Ernst     | deutscher reformierter Theologe                                                                      | 89    |       |
| 24. Januar | Joseph Phillimore                     | englischer Jurist, Hochschullehrer und Politiker                                                     | 79    |       |
| 24. Januar | Alexander Lawrentjewitsch Witberg     | russischer neoklassizistischer Architekt und Maler schwedischer Abstammung                           | 67    |       |
| 25. Januar | Johann Ludwig Dammert                 | deutscher Jurist und Hamburger Bürgermeister (1843–1855)                                             | 66    |       |
| 25. Januar | Gaetano Rossi                         | italienischer Schriftsteller und Librettist                                                          | 80    |       |
| 25. Januar | Luther Severance                      | US-amerikanischer Politiker                                                                          | 57    |       |
| 25. Januar | Dorothy Wordsworth                    | englische Poetin und Chronistin                                                                      | 83    |       |
| 26. Januar | Gérard de Nerval                      | französischer Schriftsteller                                                                         | 46    |       |
| 26. Januar | Gustav von Normann                    | Stadtkommandant von Braunschweig                                                                     | 64    |       |
| 27. Januar | Heinrich Simon Lindemann              | deutscher Philosoph und Hochschullehrer                                                              | 47    |       |
| 27. Januar | Wilhelm Ludwig Petermann              | deutscher Botaniker                                                                                  | 48    |       |
| 27. Januar | Josef Wernhammer                      | österreichischer Wirt und Politiker, Landtagsabgeordneter                                            | 64    |       |
| 28. Januar | Thomas Carlyle                        | schottischer Rechtsanwalt und Apostel der katholisch-apostolischen Gemeinden                         | 51    |       |
| 30. Januar | Johann Georg Baldus                   | Präsident und Abgeordneter der nassauischen Ständeversammlung                                        | 66    |       |
| 30. Januar | Herman Knickerbocker                  | US-amerikanischer Jurist und Politiker                                                               | 75    |       |

## Februar
| Tag         | Name                                 | Beruf, bekannt als                                                                             | Alter | Beleg |
| ----------- | ------------------------------------ | ---------------------------------------------------------------------------------------------- | ----- | ----- |
| 1. Februar  | Wilhelm Ludwig von Eschwege          | deutscher Bergmann, Geologe und Geograph                                                       | 77    |       |
| 1. Februar  | Joseph von Gumppenberg               | bayerischer Generalmajor und Festungskommandant                                                | 56    |       |
| 1. Februar  | Claus Harms                          | evangelischer Pfarrer in Kiel                                                                  | 76    |       |
| 1. Februar  | Giovanni Serafini                    | italienischer Kardinal                                                                         | 68    |       |
| 2. Februar  | John Walker Maury                    | US-amerikanischer Politiker                                                                    | 45    |       |
| 3. Februar  | Cäsar von Lengerke                   | deutscher evangelischer Theologe und Dichter                                                   | 51    |       |
| 5. Februar  | Rudolf Bollier                       | Schweizer Politiker und Richter                                                                | 39    |       |
| 6. Februar  | Carl August Alsleben                 | Oberlandesgerichtsrat von Preußen                                                              | 84    |       |
| 6. Februar  | Bernhard Rudolf Fetscherin           | Schweizer Historiker, Theologe und Politiker                                                   | 59    |       |
| 6. Februar  | Josef Munzinger                      | Schweizer Kaufmann, Revolutionär und Politiker                                                 | 63    |       |
| 7. Februar  | Abel Hugo                            | französischer Essayist                                                                         | 56    |       |
| 8. Februar  | Charles Crozatier                    | französischer Bildhauer                                                                        | 59    |       |
| 9. Februar  | Karl von François                    | preußischer General                                                                            | 69    |       |
| 10. Februar | Ernst Ludwig von Aster               | preußischer General der Infanterie                                                             | 76    |       |
| 10. Februar | Ferdinand Lammers                    | deutscher Jurist                                                                               | 59    |       |
| 10. Februar | Johann Friedrich Osiander            | deutscher Gynäkologe und Urologe                                                               | 68    |       |
| 10. Februar | Ferdinand Maria von Savoyen-Carignan | italienischer Adliger und erster Herzog von Genua                                              | 32    |       |
| 10. Februar | Carl Heinrich Wünsch                 | deutscher Architekt und Baumeister, hannoverscher und mecklenburgischer Baubeamter             | 75    |       |
| 12. Februar | Ludwig Brevillier                    | österreichischer Industrieller                                                                 | 54    |       |
| 13. Februar | Thomas Eyton                         | britischer Barrister                                                                           | 77    |       |
| 13. Februar | Pierre César Gudin des Bardelières   | französischer Divisionsgeneral der Infanterie                                                  | 79    |       |
| 13. Februar | Carl Wilhelm Tischbein               | deutscher Maler sowie Kurdirektor von Bad Eilsen                                               | 57    |       |
| 13. Februar | Johann Jakob Walser                  | Schweizer Theologe                                                                             | 65    |       |
| 14. Februar | Friedrich Lücke                      | evangelischer Theologe, Universitätsprofessor und Abt                                          | 63    |       |
| 14. Februar | Emanuel Merck                        | deutscher Apotheker und Gründer des Pharmazieunternehmens Merck                                | 60    |       |
| 15. Februar | Adalbert von Ladenberg               | preußischer Politiker                                                                          | 56    |       |
| 15. Februar | József Teleki                        | ungarischer Historiker, Jurist und Politiker                                                   | 64    |       |
| 15. Februar | Bernhardine von Wintgen              | deutsche Autorin und Übersetzerin                                                              | 65    |       |
| 16. Februar | Luise von Haugwitz                   | deutsche Schriftstellerin                                                                      | 72    |       |
| 20. Februar | Joseph Hume                          | britischer Arzt und Politiker, Mitglied des House of Commons                                   | 78    |       |
| 20. Februar | Georg von Vogel                      | badischer Verwaltungsbeamter und Landtagsabgeordneter                                          | 58    |       |
| 23. Februar | Carl Friedrich Gauß                  | deutscher Mathematiker, Astronom, Geodät und Physiker                                          | 77    |       |
| 24. Februar | Carl Anton von Meyer                 | russlanddeutscher Botaniker                                                                    | 59    |       |
| 24. Februar | Nikolaus Meyer                       | deutscher Arzt und Schriftsteller                                                              | 79    |       |
| 25. Februar | August Bahr                          | Bürgermeister in Harburg, heute Ortsteil von Hamburg                                           | 53    |       |
| 25. Februar | Carl Einert                          | deutscher Rechtswissenschaftler und Jurist                                                     | 77    |       |
| 26. Februar | Emil Ernst Gottfried von Herder      | königlicher bayerischer Forst- und Regierungsrat, Sohn des Philosophen Johann Gottfried Herder | 71    |       |
| 26. Februar | Charles Blachford Mansfield          | englischer Chemiker und Sozialreformer                                                         | 35    |       |
| 27. Februar | Bryan Donkin                         | englischer Ingenieur und Erfinder                                                              | 86    |       |
| 27. Februar | William Jackson                      | US-amerikanischer Politiker                                                                    | 71    |       |
| 27. Februar | Carl Ludwig Schreiber                | deutscher Jurist und Mitglied der Frankfurter Nationalversammlung                              | 51    |       |
| 28. Februar | Alois Fuchs                          | Schweizer römisch-katholischer Priester                                                        | 60    |       |
| 28. Februar | Hugues Thomas                        | Schweizer Politiker                                                                            | 51    |       |

## März
| Tag      | Name                                              | Beruf, bekannt als                                                                                          | Alter | Beleg |
| -------- | ------------------------------------------------- | --- | ----- | ----- |
| 1. März  | Georges Louis Duvernoy                            | französischer Zoologe und Mediziner                                                                         | 77    |       |
| 2. März  | Jacques Charles Dupont de l’Eure                  | französischer Staatsmann                                                                                    | 88    |       |
| 2. März  | Wilhelm Friedrich von Karwinsky von Karwin        | deutscher Botaniker                                                                                         | 75    |       |
| 2. März  | Nikolaus I.                                       | Kaiser von Russland                                                                                         | 58    |       |
| 2. März  | Philip Stanhope, 4. Earl Stanhope                 | englischer Aristokrat, Politiker, Mitglied des House of Commons und Privatgelehrter                         | 73    |       |
| 3. März  | James Sevier Conway                               | US-amerikanischer Politiker                                                                                 | 56    |       |
| 3. März  | Copley Fielding                                   | englischer Maler und Zeichner                                                                               | 67    |       |
| 3. März  | Robert Mills                                      | US-amerikanischer Architekt und Kartograf, Schöpfer des Washington Monument                                 | 73    |       |
| 4. März  | Egawa Hidetatsu                                   | militärischer Beamter des japanischen Bakufu                                                                | 53    |       |
| 6. März  | Schwen Hans Jensen                                | Bürgermeister von Kiel und Landvogt auf der Insel Sylt                                                      | 59    |       |
| 6. März  | Ignatius Aloysius Reynolds                        | US-amerikanischer Geistlicher, Bischof von Charleston                                                       | 56    |       |
| 6. März  | Philip-Ludwig Wolfart                             | deutscher Beamter im Herzogtum Ansbach, Herzogtum Warschau und in Preußen                                   | 79    |       |
| 9. März  | John T. Bergen                                    | US-amerikanischer Politiker                                                                                 |       |       |
| 9. März  | Nathanael Friedrich von Köstlin                   | evangelischer Theologieprofessor und Oberkonsistorialrat sowie Superintendent von Tübingen                  | 78    |       |
| 10. März | Carlos María Isidro de Borbón                     | spanischer Prinz und Graf von Molina                                                                        | 66    |       |
| 10. März | Abraham Constantin                                | Schweizer Maler                                                                                             | 69    |       |
| 10. März | Carl Mayer von Rothschild                         | deutscher Bankier                                                                                           | 66    |       |
| 11. März | Sigmund von Ettingshausen                         | österreichischer Generalmajor und Brigadier                                                                 |       |       |
| 12. März | Fruto Chamorro Pérez                              | nicaraguanischer Politiker, Präsident von Nicaragua (1853–1855)                                             | 50    |       |
| 12. März | Karl Anton Schaab                                 | großherzoglich hessischer Kreisrichter, Friedensrichter, Mainzer Geschichtsforscher und Lokalschriftsteller | 93    |       |
| 14. März | Edward Bromhead                                   | britischer Gutsbesitzer, Magistrat und Mathematiker                                                         | 65    |       |
| 14. März | Peter Eymann                                      | Mitglied des bayerischen Landtags, Bürgermeister von Frankenstein/Pfalz                                     | 65    |       |
| 14. März | Karl Leopold Fabian                               | Geheimer Bergrat, Oberbergrat und Salzamtsdirektor von Bad Salzelmen                                        | 72    |       |
| 14. März | Friedrich Ludwig Schardius                        | Numismatiker, Archivar und Kurator                                                                          |       |       |
| 15. März | Joseph von Laßberg                                | deutscher Forstmann, Germanist und Schriftsteller                                                           | 84    |       |
| 15. März | Moritz von Schoeler                               | preußischer Offizier, zuletzt General der Infanterie                                                        | 83    |       |
| 15. März | Johann Jacob Wehrli                               | Schweizer Pädagoge                                                                                          | 64    |       |
| 16. März | Moisei Sacharowitsch Argutinski-Dolgoruki         | russischer General                                                                                          |       |       |
| 16. März | Louise von Gall                                   | deutsche Schriftstellerin                                                                                   | 39    |       |
| 17. März | Ramon Carnicer                                    | spanischer Komponist von Opern                                                                              | 65    |       |
| 17. März | Johann Wilhelm Bartholomäus Rußwurm               | deutscher Theologe                                                                                          | 84    |       |
| 17. März | Johann Karl Tobisch                               | Lehrer für Mathematik, Physik, Geschichte und Französisch                                                   | 61    |       |
| 19. März | David Erskine, 2. Baron Erskine                   | britischer Adeliger und Politiker, Mitglied des House of Commons                                            |       |       |
| 19. März | Wladimir Iwanowitsch Istomin                      | russischer Marineoffizier                                                                                   | 46    |       |
| 19. März | Georg Stoll                                       | Landtagsabgeordneter Großherzogtum Hessen                                                                   | 53    |       |
| 20. März | Elisa von Ahlefeldt                               | deutsche Adelige und Beteiligte der Lützower Jagd                                                           | 66    |       |
| 20. März | Joseph Aspdin                                     | britischer Erfinder des Zements                                                                             |       |       |
| 20. März | Johann Heinrich de Chaufepié                      | deutscher Arzt und Gründer des Ärztlichen Vereins Hamburg und seiner Bibliothek                             | 81    |       |
| 21. März | James Gillespie Graham                            | schottischer Architekt                                                                                      |       |       |
| 21. März | Kitsos Tzavelas                                   | griechischer Politiker und Ministerpräsident                                                                |       |       |
| 22. März | Johann Baptist Bekk                               | badischer Jurist und Staatsmann                                                                             | 57    |       |
| 22. März | Detlev Heinrich von Bülow                         | schleswig-holsteinischer Gutsbesitzer und Verwaltungsjurist in dänischen Diensten                           | 73    |       |
| 22. März | Wilhelm von Faber du Faur                         | deutscher Unternehmer und Erfinder                                                                          | 68    |       |
| 24. März | Wassili Fjodorowitsch Fjodorow                    | russischer Astronom und Universitätsrektor                                                                  | 53    |       |
| 24. März | James Alexander de Pourtalès-Gorgier              | Graf von Neuenburg und Valangins sowie Kammerherr des Königs von Preußen                                    | 78    |       |
| 25. März | Thomas Fitzgerald                                 | US-amerikanischer Politiker                                                                                 | 58    |       |
| 25. März | Adolf Gottschalck                                 | deutscher Jurist und Politiker                                                                              | 60    |       |
| 25. März | Jonathan Hellmann                                 | Landtagsabgeordneter Großherzogtum Hessen                                                                   | 66    |       |
| 25. März | Franz Joseph Hugi                                 | Schweizer Geologe und Alpenforscher                                                                         |       |       |
| 25. März | Antoine-Henri de Latour-Foissac                   | französischer General der Kavallerie                                                                        | 73    |       |
| 25. März | Samuel S. Phelps                                  | US-amerikanischer Jurist und Politiker                                                                      | 61    |       |
| 27. März | Gustav Rochus Sick                                | deutscher Arzt und Parlamentarier                                                                           | 51    |       |
| 27. März | Ludwig Christian Gottlieb Strauch                 | deutscher evangelisch-lutherischer Geistlicher, Hauptpastor in Hamburg                                      | 68    |       |
| 28. März | William S. Archer                                 | US-amerikanischer Politiker (Whig Party)                                                                    | 66    |       |
| 28. März | Thomas M. Woodruff                                | US-amerikanischer Politiker                                                                                 | 50    |       |
| 29. März | Henri Druey                                       | Schweizer Rechtsanwalt, Philosoph und Politiker                                                             | 55    |       |
| 29. März | John Locke                                        | US-amerikanischer Politiker                                                                                 | 91    |       |
| 30. März | Charlotte von Preußen                             | Herzogin von Sachsen-Meiningen                                                                              | 23    |       |
| 30. März | Maria Dorothea von Württemberg                    | Erzherzogin von Österreich und Palatinissa von Ungarn                                                       | 57    |       |
| 31. März | Charlotte Brontë                                  | britische Schriftstellerin                                                                                  | 38    |       |
| 31. März | Wilhelm Friedrich Eberhard Bernhard von Degenfeld | badischer Generalmajor der Kavallerie                                                                       | 77    |       |

## April
| Tag       | Name                               | Beruf, bekannt als                                                                                         | Alter | Beleg |
| --------- | ---------------------------------- | --- | ----- | ----- |
| 1. April  | Franz Joseph von Arens             | deutscher Jurist und Politiker                                                                             | 75    |       |
| 2. April  | George Bellas Greenough            | englischer Geologe                                                                                         | 77    |       |
| 5. April  | Anton von Gumppenberg              | bayerischer General der Infanterie, Kriegsminister                                                         | 68    |       |
| 6. April  | Georg Laurenz Schneider            | deutscher Komponist und Dirigent                                                                           | 89    |       |
| 7. April  | Giuseppe Maria Maniscalco          | sizilianischer Ordensgeistlicher, Generalminister der Franziskaner-Observanten und Bischof von Caltagirone | 71    |       |
| 8. April  | Carl Anton Lüpke                   | deutscher Bischof                                                                                          |       |       |
| 10. April | Ernst Ferdinand Oehme              | deutscher Maler der Romantik                                                                               | 57    |       |
| 10. April | Marie Pachler                      | österreichische Musikerin, Komponistin und Salonnière                                                      | 61    |       |
| 12. April | Pedro Albéniz                      | spanischer Pianist und Komponist                                                                           | 59    |       |
| 12. April | Ernst Friedrich Kärcher            | Altphilologe                                                                                               | 65    |       |
| 13. April | Henry Thomas de la Bèche           | englischer Geologe                                                                                         | 59    |       |
| 13. April | Carlo Oppizzoni                    | italienischer Kardinal und Erzbischof von Bologna                                                          | 85    |       |
| 13. April | Christian Nathanael von Osiander   | deutscher Theologe                                                                                         | 74    |       |
| 15. April | William John Bankes                | englischer Forschungsreisende, Sammler, Ägyptologe und Politiker, Mitglied des House of Commons            | 68    |       |
| 15. April | Wilhem de Haan                     | niederländischer Zoologe                                                                                   | 54    |       |
| 16. April | Whitemarsh Benjamin Seabrook       | US-amerikanischer Politiker                                                                                | 61    |       |
| 17. April | Karl Ludwig Böhlendorff            | preußischer Finanz- und Regierungsbeamter                                                                  |       |       |
| 17. April | Friedrich Mutzenbecher             | deutscher Verwaltungsjurist und Regierungspräsident im Großherzogtum Oldenburg                             | 73    |       |
| 18. April | Jean-Baptiste Isabey               | französischer Maler                                                                                        | 88    |       |
| 18. April | Alexander Petrowitsch Obolenski    | russischer Offizier und Politiker                                                                          | 74    |       |
| 18. April | Wilhelm Karl Rust                  | deutscher Pianist und Organist                                                                             | 67    |       |
| 19. April | Johann Carl Heinrichs              | deutscher Pädagoge und lutherischer Geistlicher                                                            | 61    |       |
| 20. April | Michael Kürtel                     | nassauischer Politiker                                                                                     | 56    |       |
| 20. April | Franz Reisinger                    | deutscher Arzt                                                                                             | 68    |       |
| 20. April | Gottfried Scharff                  | deutscher Kaufmann und Politiker                                                                           | 72    |       |
| 20. April | Karl Johann Jakob Schultheß        | Schweizer Maler                                                                                            | 80    |       |
| 21. April | Samuel Sprigg                      | US-amerikanischer Politiker                                                                                |       |       |
| 23. April | Georg Heinrich Behn                | deutscher Mediziner                                                                                        | 81    |       |
| 23. April | August Ludwig Leopold von Fritsche | preußischer Beamter, Jurist und Regierungspräsident von Köslin (1834–1852)                                 | 74    |       |
| 24. April | John Charles Herries               | britischer Politiker, Mitglied des House of Commons und Finanzier                                          | 76    |       |
| 27. April | Martin Barry                       | britischer Mediziner, Embryologe und Histologe                                                             | 53    |       |
| 27. April | Marie-Victoire Jaquotot            | französische Malerin                                                                                       | 83    |       |
| 27. April | Johann Ungnad von Weißenwolff      | österreichischer Offizier und Politiker                                                                    | 75    |       |
| 30. April | Henry Rowley Bishop                | englischer Komponist                                                                                       | 68    |       |
| 30. April | Emanuel Eduard Fueter              | Schweizer Arzt und Medizinprofessor                                                                        | 53    |       |
| 30. April | Christoph von Sethe                | deutscher Jurist                                                                                           | 88    |       |

## Mai
| Tag     | Name                                  | Beruf, bekannt als | Alter | Beleg |
| ------- | ------------------------------------- | --- | ----- | ----- |
| 2. Mai  | Georg Klett                           | deutscher Arzt | 57    |       |
| 2. Mai  | Theodor Obbarius                      | deutscher klassischer Philologe                                                                                       |       |       |
| 3. Mai  | Matthäus von Rosthorn der Jüngere     | österreichischer Industrieller                                                                                        | 72    |       |
| 4. Mai  | Camille Pleyel                        | französischer Pianist, Musikverleger und Inhaber des größten Pariser Konzertsaals                                     | 66    |       |
| 5. Mai  | Seabury Ford                          | US-amerikanischer Politiker                                                                                           | 53    |       |
| 5. Mai  | Robert Inglis                         | britischer Politiker, Mitglied des House of Commons                                                                   | 69    |       |
| 6. Mai  | Aristaces Azarian                     | armenisch-katholischer Ordensgeistlicher und Generalabt der Mechitaristen von Wien                                    | 72    |       |
| 6. Mai  | Alexander von Soiron                  | badischer Politiker und Abgeordneter in der Frankfurter Nationalversammlung                                           | 48    |       |
| 7. Mai  | Johannes Bornemann                    | deutscher Schmiedemeister, Bürgermeister und Politiker                                                                | 77    |       |
| 7. Mai  | Walter T. Colquitt                    | US-amerikanischer Politiker (Demokratische Partei)                                                                    | 55    |       |
| 7. Mai  | Jonathan Michael Athanasius Löhnis    | deutscher katholischer Theologe, Geistlicher und Hochschullehrer                                                      | 67    |       |
| 7. Mai  | Alois III. zu Oettingen-Spielberg     | deutscher Standesherr                                                                                                 | 66    |       |
| 11. Mai | Friedrich Ellendt                     | deutscher Klassischer Philologe und Gymnasialdirektor                                                                 | 59    |       |
| 12. Mai | Franz Högler                          | österreichischer Bildhauer                                                                                            | 53    |       |
| 12. Mai | Ludwig Kaufmann                       | deutscher Bildhauer                                                                                                   | 54    |       |
| 12. Mai | Jakob Schlesinger                     | deutscher Maler und Restaurator                                                                                       | 63    |       |
| 13. Mai | Carl Kellner                          | deutscher Optiker und Erfinder                                                                                        | 29    |       |
| 13. Mai | Ange René Armand de Mackau            | französischer Politiker und Admiral                                                                                   | 67    |       |
| 13. Mai | Teresa Belloc                         | italienische Opernsängerin                                                                                            | 70    |       |
| 13. Mai | Georg Christoph Wilder                | deutscher Architekturzeichner und Kupferstecher                                                                       | 58    |       |
| 14. Mai | Georg Karl Wisner von Morgenstern     | Dirigent und Musikpädagoge                                                                                            | 71    |       |
| 14. Mai | Salomo Sachs                          | deutscher Architekt, preußischer Baubeamter, Mathematiker und Schriftsteller                                          | 82    |       |
| 15. Mai | Asenath Nicholson                     | US-amerikanische Autorin und Philanthropin                                                                            | 63    |       |
| 16. Mai | Gottlieb von Greyerz                  | schweizerischer Forstmann und Forstinspektor                                                                          | 77    |       |
| 16. Mai | Ludwig August Helvig                  | deutscher Zeichner, Maler und Lithograph sowie Universitätszeichenlehrer                                              | 59    |       |
| 17. Mai | Anton Joseph Binterim                 | deutscher römisch-katholischer Geistlicher und Kirchenhistoriker, Abgeordneter in der Preußischen Nationalversammlung | 75    |       |
| 17. Mai | Jacob Nikolaus Craigher de Jachelutta | österreichischer Dichter und Übersetzer                                                                               | 57    |       |
| 18. Mai | Ludwig von Reiche                     | preußischer General der Infanterie sowie Militärschriftsteller                                                        | 79    |       |
| 18. Mai | John Canfield Spencer                 | US-amerikanischer Politiker                                                                                           | 67    |       |
| 19. Mai | Johann Gottfried Dingler              | deutscher Chemiker und Fabrikant                                                                                      | 77    |       |
| 20. Mai | Anton Heinrich Gladrow                | deutscher Maler |       |       |
| 20. Mai | William S. Holabird                   | US-amerikanischer Politiker                                                                                           |       |       |
| 20. Mai | Karl Lyncker                          | deutscher Schriftsteller                                                                                              | 32    |       |
| 21. Mai | Johannes Burckhardt                   | Schweizer Offizier | 56    |       |
| 21. Mai | Carl Friedrich von Pieschel           | deutscher Kaufmann, Landwirt, Fabrikant, Gutsbesitzer                                                                 | 75    |       |
| 23. Mai | Friedrich Wilhelm von Dachenhausen    | deutscher Verwaltungsbeamter                                                                                          | 64    |       |
| 25. Mai | Conrad Damm                           | Schultheiß und Mitglied der kurhessischen Ständeversammlung                                                           | 60    |       |
| 26. Mai | Jean Isidore Harispe                  | französischer General und Marschall von Frankreich                                                                    | 86    |       |
| 26. Mai | Stevan Knićanin                       | serbischer General |       |       |
| 26. Mai | Friedrich Kreß von Kressenstein       | deutscher Diplomat und königlich-kaiserlicher Gesandter                                                               | 78    |       |
| 27. Mai | Jean-Louis Dubreton                   | französischer General der Infanterie                                                                                  | 82    |       |
| 30. Mai | Mary Reibey                           | australische Unternehmerin                                                                                            | 78    |       |
| 31. Mai | Karl Justus Blochmann                 | deutscher Pädagoge | 69    |       |
| 31. Mai | Karl Kirchner                         | deutscher Pädagoge | 68    |       |
| 31. Mai | Anton von Rosas                       | österreichischer Augenarzt                                                                                            | 63    |       |

## Juni
| Tag      | Name                                       | Beruf, bekannt als                                                                 | Alter | Beleg |
| -------- | ------------------------------------------ | ---------------------------------------------------------------------------------- | ----- | ----- |
| 2. Juni  | Thomas Gaisford                            | britischer Altphilologe                                                            | 75    |       |
| 3. Juni  | Józef Bohdan Dziekoński                    | polnischer Schriftsteller                                                          | 39    |       |
| 3. Juni  | Florencio García Goyena                    | Ministerpräsident von Spanien                                                      | 71    |       |
| 3. Juni  | Christoph Cölestin Mrongovius              | protestantischer Pastor, Schriftsteller, Linguist und Übersetzer                   | 90    |       |
| 4. Juni  | Carl Nebel                                 | deutscher Ingenieur, Architekt und Künstler                                        | 50    |       |
| 5. Juni  | Siegmund Anczyc                            | polnischer Theaterschauspieler und -Direktor                                       | 71    |       |
| 6. Juni  | John Isaac Guion                           | US-amerikanischer Politiker                                                        | 52    |       |
| 6. Juni  | Giovanni Agostino Perotti                  | italienischer Komponist und Chorleiter                                             | 86    |       |
| 7. Juni  | Alessandro La Marmora                      | italienischer General                                                              | 56    |       |
| 7. Juni  | Friederike Lienig                          | deutsch-baltische Lepidopterologin                                                 | 64    |       |
| 8. Juni  | Johann Ehrenfried Honigmann                | deutscher Bergamtsdirektor                                                         | 80    |       |
| 8. Juni  | Adolph Jencquel                            | deutscher Unternehmer                                                              | 62    |       |
| 8. Juni  | Eduard Michelis                            | deutscher katholischer Theologe                                                    | 42    |       |
| 9. Juni  | Franz Ferdinand Greiner                    | deutscher Erfinder des ersten industriell gefertigte Thermometers                  | 47    |       |
| 9. Juni  | Piotr Michałowski                          | polnischer Maler                                                                   | 54    |       |
| 13. Juni | Levi Hutchins                              | US-amerikanischer Uhrmacher                                                        | 93    |       |
| 13. Juni | Carl Christian Schmidt                     | deutscher Arzt, Journalist, Schauspieler, Theaterregisseur und Theaterdirektor     | 62    |       |
| 13. Juni | Isabella Gräfin von Tauffkirchen-Engelberg | deutsche Adlige in der Schönheitengalerie Ludwig I.                                | 47    |       |
| 14. Juni | Franz Serafikus Nißl                       | österreichischer Bildhauer                                                         | 83    |       |
| 16. Juni | Karel Hendrik Geerts                       | belgischer Bildhauer                                                               | 47    |       |
| 16. Juni | Andrew Parsons                             | US-amerikanischer Politiker                                                        | 37    |       |
| 16. Juni | Stanisław Kostka Rosołkiewicz              | katholischer Priester                                                              | 79    |       |
| 18. Juni | Joseph Max                                 | böhmischer Bildhauer                                                               | 51    |       |
| 19. Juni | Johann Conrad Bromeis                      | deutscher kurhessischer Architekt des Klassizismus                                 | 66    |       |
| 20. Juni | Orrin Holt                                 | US-amerikanischer Politiker                                                        | 63    |       |
| 21. Juni | John Fay                                   | US-amerikanischer Politiker                                                        | 82    |       |
| 21. Juni | Joseph Légaré                              | frankokanadischer Maler                                                            | 60    |       |
| 21. Juni | Josef von Sedlnitzky                       | österreichischer Beamter, Wiener Polizeipräsident                                  | 77    |       |
| 22. Juni | Benjamin Brändli                           | Schweizer Politiker                                                                | 38    |       |
| 22. Juni | Jabez Leftwich                             | US-amerikanischer Politiker                                                        | 89    |       |
| 23. Juni | August Ferdinand Axt                       | deutscher evangelischer Pfarrer und Politiker                                      | 58    |       |
| 23. Juni | Joseph von Bianco                          | preußischer Rittergutsbesitzer und Politiker                                       | 60    |       |
| 24. Juni | Johann Gottfried Flügel                    | deutscher Philologe, Lexikograf und Autor mehrerer Sprachlehrbücher                | 66    |       |
| 25. Juni | August von Arnswaldt                       | deutscher Literat                                                                  | 56    |       |
| 25. Juni | Ludwig Nauwerk                             | deutscher Verwaltungsjurist, Grafiker und Dichter                                  | 82    |       |
| 27. Juni | August Heinrich Dittrich                   | deutscher Missionar                                                                | 58    |       |
| 27. Juni | František Adam Petřina                     | tschechischer Physiker                                                             | 55    |       |
| 28. Juni | Karl Friedrich Andreas Jacobi              | deutscher Mathematiker und Lehrer                                                  | 59    |       |
| 28. Juni | Fitzroy Somerset, 1. Baron Raglan          | britischer Feldmarschall im Krimkrieg und Politiker, Mitglied des House of Commons | 66    |       |
| 28. Juni | Joseph Whiting Stock                       | US-amerikanischer Maler                                                            | 40    |       |
| 29. Juni | Delphine Gay                               | französische Dichterin                                                             | 51    |       |
| 29. Juni | John Gorrie                                | schottischer Wissenschaftler, Erfinder und Arzt                                    | 52    |       |
| 30. Juni | Thomas H. Averett                          | US-amerikanischer Politiker                                                        | 54    |       |
| 30. Juni | James Silk Buckingham                      | britischer Forschungsreisender, Abgeordneter und Schriftsteller                    | 68    |       |
| Juni     | Johann Wilhelm Wolf                        | deutscher Germanist und Schriftsteller                                             |       |       |

## Juli
| Tag      | Name                                     | Beruf, bekannt als                                                                          | Alter | Beleg |
| -------- | ---------------------------------------- | ------------------------------------------------------------------------------------------- | ----- | ----- |
| 1. Juli  | Antonio Rosmini                          | Priester, Ordensgründer, Philosoph                                                          | 58    |       |
| 1. Juli  | August Siebert                           | deutscher Mediziner                                                                         | 49    |       |
| 2. Juli  | Peter von Richarz                        | Bischof von Speyer und Augsburg                                                             | 72    |       |
| 2. Juli  | Friedrich Schneider                      | deutscher Artillerieoffizier und Schlachtenmaler                                            | 56    |       |
| 4. Juli  | Pietro Fortunato Calvi                   | italienischer Freiheitskämpfer                                                              | 38    |       |
| 4. Juli  | Horace Eaton                             | US-amerikanischer Politiker                                                                 | 51    |       |
| 4. Juli  | John Alexander Greer                     | US-amerikanischer Politiker                                                                 | 52    |       |
| 4. Juli  | William Terrell                          | US-amerikanischer Politiker                                                                 |       |       |
| 5. Juli  | Johann Heinrich Gaedertz                 | Lübecker Ratsherr                                                                           | 73    |       |
| 6. Juli  | Andrew Crosse                            | britischer Naturforscher                                                                    | 71    |       |
| 7. Juli  | Henry Sherwood                           | kanadischer Anwalt, Geschäftsmann, Offizier und Politiker                                   |       |       |
| 8. Juli  | William Edward Parry                     | britischer Admiral und Polarforscher                                                        | 64    |       |
| 9. Juli  | Murata Seifū                             | japanischer Samurai                                                                         | 72    |       |
| 12. Juli | Carl Andreas August Goos                 | Historien-, Genre- und Porträtmaler                                                         | 57    |       |
| 12. Juli | Pawel Stepanowitsch Nachimow             | russischer Admiral                                                                          | 53    |       |
| 12. Juli | Karl Spindler                            | deutscher Schriftsteller                                                                    | 58    |       |
| 14. Juli | Johannes Badrutt Donatsch                | Schweizer Baumeister, Unternehmer und Gastwirt                                              |       |       |
| 14. Juli | Ferdinand Escher                         | Schweizer Rittmeister in russischen Diensten und Plantagenverwalter                         | 68    |       |
| 17. Juli | Ferdinand Bamberger                      | deutscher klassischer Philologe                                                             | 46    |       |
| 17. Juli | Johann Baptist Czjzek                    | österreichischer Geologe                                                                    | 49    |       |
| 18. Juli | John Davenport                           | US-amerikanischer Politiker                                                                 | 67    |       |
| 18. Juli | Aaron Matson                             | US-amerikanischer Politiker                                                                 |       |       |
| 19. Juli | Konstantin Nikolajewitsch Batjuschkow    | russischer Dichter                                                                          | 68    |       |
| 19. Juli | Tomasz Zan                               | polnischer Dichter                                                                          | 58    |       |
| 20. Juli | Carl Gotthelf Böhme                      | deutscher Musikverleger, Musikalienhändler und Tabakfabrikant                               | 70    |       |
| 21. Juli | Per Daniel Amadeus Atterbom              | schwedischer Schriftsteller und Literaturhistoriker                                         | 65    |       |
| 22. Juli | Paul Gayrard                             | französischer Bildhauer                                                                     | 47    |       |
| 22. Juli | Carl Wilhelm Langsdorff                  | deutscher Landrat                                                                           | 53    |       |
| 23. Juli | James Colquhoun                          | Jurist schottischer Abstammung und diplomatischer Geschäftsträger der Hansestädte in London | 75    |       |
| 23. Juli | Heinrich Rost                            | Autor und Syndikus des Klosters Uetersen                                                    | 60    |       |
| 25. Juli | Jules Thurmann                           | französischer Geologe und Botaniker                                                         | 50    |       |
| 26. Juli | Friedrich Kilian Abicht                  | deutscher evangelischer Pfarrer und Heimatforscher                                          | 67    |       |
| 26. Juli | August Ludwig Diemer                     | deutscher Rechtsgelehrter                                                                   | 80    |       |
| 26. Juli | Georg zu Löwenstein-Wertheim-Freudenberg | deutscher Adliger, Chef des Hauses Löwenstein-Wertheim-Freudenberg                          | 79    |       |
| 27. Juli | Christoph Friedrich Ferdinand Haacke     | deutscher Klassischer Philologe und Gymnasiallehrer                                         | 74    |       |
| 28. Juli | Auguste Barchou de Penhoën               | französischer Offizier, Übersetzer und Autor                                                | 54    |       |
| 28. Juli | Jean-Antoine Petipa                      | französischer Tänzer, Choreograf und Tanzpädagoge                                           | 68    |       |
| 28. Juli | Adrien-Félix Pottier                     | Schweizer Politiker und Richter                                                             | 62    |       |
| 28. Juli | Salomon Rothschild                       | österreichischer Unternehmer und Bankier                                                    | 80    |       |
| 29. Juli | Friedrich Daniel Bassermann              | deutscher Unternehmer und liberaler Politiker                                               | 44    |       |
| 29. Juli | Franz Xaver Kohlparzer                   | deutscher Jurist und Politiker                                                              | 57    |       |
| 29. Juli | Karl Gottlieb Schweikart                 | österreichischer Porträtmaler                                                               | 83    |       |
| 30. Juli | George Johnston                          | britischer Naturforscher (Zoologie, Botanik) und Arzt                                       | 58    |       |
| 30. Juli | John Woods                               | US-amerikanischer Politiker                                                                 | 60    |       |
| 31. Juli | Friedrich Moritz von Wagemann            | österreichischer Jurist                                                                     |       |       |
| Juli     | Karl Eichmann                            | deutscher Rechtswissenschaftler                                                             |       |       |

## August
| Tag        | Name                                  | Beruf, bekannt als                                                                | Alter | Beleg |
| ---------- | ------------------------------------- | --------------------------------------------------------------------------------- | ----- | ----- |
| 1. August  | Nikolaus Haas                         | deutscher katholischer Geistlicher und Historiker                                 | 76    |       |
| 2. August  | Jakow Iwanowitsch Danilewski          | russischer General der Kavallerie                                                 |       |       |
| 2. August  | Abraham M. Schermerhorn               | US-amerikanischer Politiker                                                       | 63    |       |
| 2. August  | Gustav von der Schulenburg            | preußischer Generalmajor, Mitglied des Preußischen Herrenhauses                   | 61    |       |
| 3. August  | Justus Elias Kasten                   | deutscher Maler                                                                   | 81    |       |
| 5. August  | Alexandre Louis Robert de Girardin    | französischer General, Autor politisch-militärischer Schriften                    | 79    |       |
| 6. August  | Johann Rohr von Rohrau                | österreichischer Generalmajor und Brigadekommandeur                               | 80    |       |
| 7. August  | Mariano Arista                        | spanischer Offizier, mexikanischer General und Präsident von Mexiko               | 53    |       |
| 8. August  | Mathias Obermüller                    | bayerischer Jurist und Politiker                                                  | 67    |       |
| 8. August  | Guglielmo Pepe                        | neapolitanischer General                                                          | 72    |       |
| 8. August  | Peter de Weerth                       | kurfürstlich pfälzischer Kommerzienrat, Kaufmann und Großgrundbesitzer            | 87    |       |
| 11. August | Toma Jedrlinić                        | Priester, Bischof von Dubrovnik                                                   | 56    |       |
| 11. August | Pedro Juan de Zulueta                 | britischer Bankier und spanischer Politiker                                       | 71    |       |
| 12. August | Philipp Houben                        | deutscher Verwaltungsbeamter, Notar und Archäologe                                | 87    |       |
| 13. August | Richard Bourke                        | Gouverneur von New South Wales in Australien                                      | 78    |       |
| 13. August | Isaac H. Bronson                      | US-amerikanischer Jurist und Politiker                                            | 52    |       |
| 13. August | Gustav Adolph Rösler                  | Mitglied der Frankfurter Nationalversammlung                                      | 36    |       |
| 13. August | Richard Caton Woodville               | US-amerikanischer Maler                                                           | 30    |       |
| 14. August | August Ludwig Gottlob Krehl           | deutscher evangelischer Theologe und Hochschullehrer                              | 71    |       |
| 15. August | Heinrich Wilhelm Schulz               | deutscher Kunsthistoriker und Museumsleiter                                       | 46    |       |
| 15. August | Edward St. Maur, 11. Duke of Somerset | britischer Offizier, Peer und Politiker                                           | 80    |       |
| 16. August | Philo C. Fuller                       | US-amerikanischer Politiker                                                       | 68    |       |
| 16. August | Patric Park                           | schottischer Bildhauer                                                            | 44    |       |
| 18. August | Jabez Delano Hammond                  | US-amerikanischer Arzt, Jurist und Politiker                                      | 77    |       |
| 18. August | Abbott Lawrence                       | US-amerikanischer Politiker                                                       | 62    |       |
| 18. August | Thomas Metcalfe                       | US-amerikanischer Politiker                                                       | 75    |       |
| 18. August | Pasquale Saviotti                     | italienischer Maler und Grafiker                                                  |       |       |
| 18. August | José Trinidad Muñoz Fernández         | Militär in Zentralamerika                                                         |       |       |
| 18. August | Wilhelm Unger                         | deutscher Maler, Kupferstecher und Lithograf                                      | 80    |       |
| 19. August | Hans Schröder                         | deutscher Privatgelehrter und Lexikograf                                          | 59    |       |
| 19. August | Wilhelm Ludwig Volz                   | Großherzoglich badischer Offizier und Hochschullehrer; Professor in Tübingen      | 56    |       |
| 20. August | Wilhelm von Ditfurth                  | preußischer General der Infanterie                                                | 75    |       |
| 21. August | Vinzenz Ferrerius von Bianchi         | österreichischer General, Herzog von Casalanza                                    | 87    |       |
| 24. August | Aalweber                              | Hamburger Bürstenbinder, Aalverkäufer und Stadtoriginal                           |       |       |
| 24. August | Arthur Torrens                        | britischer General und Kolonialverwalter                                          | 46    |       |
| 27. August | Wilson Brown                          | US-amerikanischer Politiker                                                       | 51    |       |
| 28. August | Henry W. Collier                      | US-amerikanischer Jurist und Politiker                                            | 54    |       |
| 28. August | Livio Fabretti                        | italienischer römisch-katholischer Geistlicher, Zisterzienser, Abt und Generalabt | 69    |       |
| 28. August | Johann Carl Hickel                    | österreichischer Schriftsteller                                                   | 43    |       |
| 28. August | Heinrich Gustav Adolf Leybold         | österreichischer Kupferstecher                                                    |       |       |
| 29. August | Roland Daniels                        | deutscher Arzt, Mitglied im Bund der Kommunisten                                  | 36    |       |
| 29. August | Franz Klein                           | österreichischer Bauunternehmer                                                   | 55    |       |
| 29. August | Isaak Samuel Reggio                   | italienischer Rabbiner und Aufklärer                                              | 71    |       |
| 31. August | Magnus Georg Paucker                  | baltischer Physiker                                                               | 67    |       |
| August     | Leonhard Mälzel                       | deutscher Erfinder und Mechaniker                                                 | 72    |       |
| August     | Johann Paulsackel                     | Vorkämpfer für demokratische Freiheitsrechte                                      | 50    |       |

## September
| Tag           | Name                                                | Beruf, bekannt als                                                                | Alter | Beleg |
| ------------- | --------------------------------------------------- | --------------------------------------------------------------------------------- | ----- | ----- |
| 1. September  | Wenzel Pilsak von Wellenau                          | österreichischer Generalmajor                                                     |       |       |
| 1. September  | Bernhard Thiersch                                   | Dichter des Preußenliedes                                                         | 62    |       |
| 2. September  | Georg Heinrich von Ramberg                          | preußisch-österreichischer Offizier                                               | 69    |       |
| 2. September  | Georg Carl Treitschke                               | deutscher Jurist, Rechtsgelehrter und Schriftsteller                              | 71    |       |
| 3. September  | Max Johann Seidel                                   | österreichischer Opernsänger (Tenorbuffo), Schauspieler, Regisseur und Librettist | 65    |       |
| 3. September  | Moritz Trenck von Tonder                            | deutsch-österreichischer Bankier und Industrieller                                | 69    |       |
| 4. September  | Gustav Adolf Wilhelm von Ingenheim                  | illegitimer Sohn von Friedrich Wilhelm II. von Preußen                            | 66    |       |
| 5. September  | Franz Ignaz von Holbein                             | österreichischer Bühnendichter und Theaterdirektor                                | 76    |       |
| 5. September  | Thomas Livingstone Mitchell                         | britischer Australienforscher                                                     | 63    |       |
| 6. September  | Eduard Seuffert                                     | österreichischer Klavierbauer                                                     | 36    |       |
| 7. September  | William Barton Wade Dent                            | US-amerikanischer Politiker                                                       | 48    |       |
| 7. September  | Jean-Baptiste Lagimodière                           | frankokanadischer Trapper, Pelzhändler und Farmer                                 | 76    |       |
| 8. September  | Francisco Castellón Sanabria                        | Supremo Director von Nicaragua                                                    |       |       |
| 8. September  | Karl Philipp Christian Schönemann                   | deutscher Bibliothekar und Germanist                                              | 54    |       |
| 9. September  | Petrus Johannes Izaak de Fremery                    | niederländischer Mediziner und Chemiker                                           | 58    |       |
| 9. September  | Julião José da Silva Vieira                         | portugiesischer Gouverneur von Portugiesisch-Timor                                |       |       |
| 10. September | Schalom Rokeach                                     | chassidischer Zaddik                                                              |       |       |
| 10. September | Maximilian Seyssel d’Aix                            | königlich bayrischer Generalleutnant                                              | 78    |       |
| 10. September | Charles Sievwright                                  | britischer Armeeoffizier und Protector of Aborigines                              | 55    |       |
| 10. September | Gottlieb Anton Simon                                | Schweizer Politiker                                                               | 65    |       |
| 11. September | Karl Friedrich von Kübeck                           | österreichischer Staatsmann                                                       | 74    |       |
| 11. September | Maxim Nikiforowitsch Worobjow                       | russischer Maler                                                                  | 68    |       |
| 12. September | Johann von Charpentier                              | deutscher Geologe                                                                 | 68    |       |
| 12. September | Friedrich Heinrich Ludwig Wilhelm von Trott zu Solz | Minister im Kurfürstentum Hessen                                                  | 60    |       |
| 13. September | Giuseppe Bezzuoli                                   | italienischer Historien- und Porträtmaler                                         | 70    |       |
| 13. September | Veit Engelhardt                                     | deutscher protestantischer Theologe und Kirchenhistoriker                         | 63    |       |
| 13. September | Giuseppe Gandolfo                                   | italienischer Maler                                                               | 63    |       |
| 14. September | Karoline Engelhard                                  | deutsche Schriftstellerin                                                         | 73    |       |
| 14. September | Johann Adam von Itzstein                            | liberaler Politiker des badischen Landtags                                        | 79    |       |
| 15. September | Charles Nicolas Fabvier                             | französischer General                                                             | 71    |       |
| 15. September | George Thomas Napier                                | britischer Generalleutnant                                                        | 71    |       |
| 15. September | Emil Schulthess                                     | Schweizer Landschaftsmaler und Heraldiker                                         | 50    |       |
| 16. September | Max Keller                                          | deutscher Komponist und Organist                                                  | 84    |       |
| 16. September | Benedetto Pistrucci                                 | Graveur von Edelsteinen, Münzen und Medaillen                                     | 72    |       |
| 16. September | Sergei Semjonowitsch Uwarow                         | russischer Politiker und Literaturwissenschaftler                                 | 69    |       |
| 16. September | Eugen von Vaerst                                    | deutscher Offizier, Schriftsteller und Gastrosoph                                 | 63    |       |
| 16. September | Hermann Wollheim                                    | deutscher Arzt, Schriftsteller und Politiker                                      |       |       |
| 17. September | Carl Hohnbaum                                       | deutscher Arzt und Publizist                                                      | 75    |       |
| 17. September | Ernst Christian Gottlieb Jens Reinhold              | deutscher Philosoph                                                               | 61    |       |
| 18. September | Friedrich von Ammon                                 | deutscher lutherischer Theologe                                                   | 64    |       |
| 18. September | Karl Friedrich Bachmann                             | deutscher Philosoph und Mineraloge                                                | 70    |       |
| 18. September | Albert Constable                                    | US-amerikanischer Politiker                                                       | 50    |       |
| 18. September | James Finlay Weir Johnston                          | englischer Chemiker                                                               | 59    |       |
| 20. September | Harvey Putnam                                       | US-amerikanischer Politiker                                                       | 62    |       |
| 20. September | Julius Cäsar von Strassoldo                         | altösterreichischer Feldmarschall-Leutnant                                        |       |       |
| 20. September | Archibald Stuart                                    | US-amerikanischer Politiker                                                       | 59    |       |
| 22. September | Meredith Mallory                                    | US-amerikanischer Jurist und Politiker                                            | 74    |       |
| 24. September | Rosa Bättig                                         | Schweizer Kapuzinerin                                                             | 29    |       |
| 27. September | Benjamin Gorham                                     | US-amerikanischer Politiker                                                       | 80    |       |
| 27. September | August Lanner                                       | österreichischer Komponist                                                        | 20    |       |
| 27. September | William T. Nuckolls                                 | US-amerikanischer Politiker                                                       | 54    |       |
| 28. September | Henry Ellis                                         | britischer Botschafter                                                            |       |       |
| 29. September | Georg Julius Friedrich Knauer                       | deutscher Hof-Goldschmied, Juwelier, Kommunalpolitiker und Unternehmer            | 65    |       |
| 29. September | Louis Ordonneau                                     | französischer General der Infanterie                                              | 85    |       |
| 30. September | August Ludwig Busch                                 | deutscher Astronom                                                                | 51    |       |
| 30. September | Camille Roqueplan                                   | französischer Maler                                                               | 53    |       |

## Oktober
| Tag         | Name                                      | Beruf, bekannt als | Alter | Beleg |
| ----------- | ----------------------------------------- | --- | ----- | ----- |
| 1. Oktober  | Ernst Dieffenbach                         | Mediziner, Geologe, Naturforscher und Professor an der Universität in Gießen. Besondere Verdienste erlangte er durch seine naturwissenschaftliche Erforschung Neuseelands. | 44    |       |
| 1. Oktober  | Guillaume Latrille de Lorencez            | französischer Divisionsgeneral | 83    |       |
| 2. Oktober  | Franz Wilhelm Miquel                      | deutscher Gymnasiallehrer, Redakteur, Schriftsteller | 37    |       |
| 2. Oktober  | Samuel Pym                                | britischer Marineoffizier |       |       |
| 2. Oktober  | Johann Heinrich Walch                     | deutscher Komponist | 79    |       |
| 3. Oktober  | Robert Adair                              | britischer Diplomat | 92    |       |
| 3. Oktober  | Paul Neff                                 | deutscher Buchhändler und Verleger | 50    |       |
| 5. Oktober  | Johannes Fallati                          | deutscher Hochschullehrer für Politische Wirtschaft und Statistik | 46    |       |
| 5. Oktober  | Salamon János Petényi                     | ungarischer lutheranischer Pfarrer und Zoologe | 56    |       |
| 6. Oktober  | August Crelle                             | deutscher Mathematiker, Architekt und Ingenieur | 75    |       |
| 7. Oktober  | Adolf Giesebrecht                         | deutscher Pädagoge und preußischer Provinzialschulrat | 65    |       |
| 7. Oktober  | François Magendie                         | französischer Physiologe | 72    |       |
| 8. Oktober  | Samuel D. Hubbard                         | US-amerikanischer Politiker | 56    |       |
| 9. Oktober  | Georg Heinrich Wolf von Arnim             | deutscher Eisenhütten- und Bergbauunternehmer sowie Rittergutsbesitzer auf Planitz                                                                                         | 55    |       |
| 10. Oktober | Franz Gerstner                            | deutscher Jurist und Politiker | 39    |       |
| 11. Oktober | Gotthilf Wilhelm Schwartze                | deutscher Mediziner und Universitätsprofessor | 68    |       |
| 12. Oktober | Zwi Hirsch Chajes                         | orthodoxer Rabbiner und Talmudgelehrter | 49    |       |
| 12. Oktober | Theodor Holtz                             | preußischer Gutsbesitzer und Abgeordneter | 78    |       |
| 12. Oktober | Miguel Tacón y Rosique                    | spanischer Adliger, kastilischer Gouverneur auf Kuba in La Paz (Rio de la Plata)                                                                                           | 80    |       |
| 13. Oktober | Thomas W. Cumming                         | US-amerikanischer Politiker |       |       |
| 13. Oktober | Gottfried Rieger                          | tschechischer Kapellmeister und Musiklehrer | 91    |       |
| 15. Oktober | Désiré-Alexandre Batton                   | französischer Komponist | 57    |       |
| 15. Oktober | Johannes Weinrich                         | deutscher Volkskünstler | 62    |       |
| 16. Oktober | Timofei Nikolajewitsch Granowski          | russischer Historiker | 42    |       |
| 16. Oktober | Jeremias Heinemann                        | deutscher Autor | 77    |       |
| 18. Oktober | Konstantin Newolin                        | russischer Rechtshistoriker und Universitätsrektor | 49    |       |
| 20. Oktober | Emmeline Stuart-Wortley                   | britische Schriftstellerin | 49    |       |
| 22. Oktober | Georgios Glarakis                         | griechischer Gelehrter, Arzt, Philosoph und Politiker |       |       |
| 22. Oktober | John Stuart-Wortley, 2. Baron Wharncliffe | britischer Adliger und Politiker, Mitglied des House of Commons | 54    |       |
| 23. Oktober | François André Michaux                    | französischer Botaniker | 85    |       |
| 24. Oktober | Henryka Beyer                             | deutsch-polnische Malerin | 73    |       |
| 24. Oktober | Robert H. Morris                          | US-amerikanischer Politiker | 47    |       |
| 25. Oktober | Paul Letarouilly                          | französischer Architekt, Kartograf und Graveur |       |       |
| 26. Oktober | Friedrich Ludwig Engels                   | preußischer Generalmajor, Kommandant von Köln | 65    |       |
| 29. Oktober | Gottfried Duden                           | deutscher Arzt, Farmer in den USA und Publizist | 70    |       |
| 29. Oktober | Ludwika Jędrzejewicz                      | polnische Komponistin und Schriftstellerin | 48    |       |
| 30. Oktober | Edward Bishop Dudley                      | US-amerikanischer Politiker | 65    |       |
| 31. Oktober | Johann Jakob Stadler                      | Schweizer Landschaftsmaler | 36    |       |

## November
| Tag          | Name                             | Beruf, bekannt als                                                          | Alter | Beleg |
| ------------ | -------------------------------- | --------------------------------------------------------------------------- | ----- | ----- |
| 1. November  | Philipp Geigel                   | deutscher Richter                                                           | 61    |       |
| 2. November  | Thomas Lee                       | US-amerikanischer Politiker                                                 | 74    |       |
| 3. November  | Hermann Franck                   | deutscher Schriftsteller, Ästhetiker und Kritiker                           | 53    |       |
| 3. November  | François Rude                    | französischer Bildhauer                                                     | 71    |       |
| 4. November  | Ludwig August Kähler             | deutscher evangelischer Theologe, Geistlicher und Schriftsteller            | 80    |       |
| 5. November  | Franz Drepper                    | Bischof von Paderborn                                                       | 68    |       |
| 5. November  | Johann Ludwig Schumacher         | deutscher Fiskalbeamter und Parlamentarier                                  | 59    |       |
| 6. November  | Johann Gottfried Abraham Frenzel | deutscher Landschaftsmaler, Zeichner, Kupferstecher und Kunstschriftsteller | 73    |       |
| 6. November  | Carl Fuchs                       | deutscher Jurist und Politiker                                              | 53    |       |
| 6. November  | Georg von Gaal                   | österreichisch-ungarischer Schriftsteller und Übersetzer                    | 72    |       |
| 6. November  | Ludwig Heinrich Meyer            | deutscher Pastor                                                            | 57    |       |
| 7. November  | Dudley Selden                    | US-amerikanischer Politiker                                                 |       |       |
| 8. November  | Ponciano Corral Acosta           | nicaraguanischer Militär und 1855 Director Supremo von Nicaragua            |       |       |
| 9. November  | Gustav Heidenreich               | deutscher Genre- und Historienmaler                                         | 36    |       |
| 9. November  | Haile Melekot                    | Negus von Shewa, einer historischen Region Äthiopiens                       |       |       |
| 10. November | Carl von Beaulieu-Marconnay      | hannoverscher Generalleutnant und Forstmann                                 | 78    |       |
| 11. November | Søren Kierkegaard                | dänischer Philosoph und Theologe                                            | 42    |       |
| 11. November | Franz von Knapp                  | deutscher Verwaltungsjurist                                                 | 64    |       |
| 11. November | Thomas Wilde, 1. Baron Truro     | Lordkanzler von Großbritannien                                              | 73    |       |
| 13. November | Joseph Moralt                    | deutscher Musiker und Dirigent                                              | 80    |       |
| 13. November | Carlo Romanò                     | italienischer Priester, Bischof von Como                                    | 66    |       |
| 14. November | Joaquín María López López        | Ministerpräsident von Spanien                                               | 57    |       |
| 15. November | Franz Tschischka                 | österreichischer Kulturhistoriker und Volksliedsammler                      | 68    |       |
| 18. November | Franz Xaver Litschgi             | deutscher Jurist und Politiker                                              | 56    |       |
| 18. November | Karl-Otto von der Malsburg       | deutscher Offizier, Gutsbesitzer und Kunstmäzen                             | 65    |       |
| 19. November | Armand Joseph Bruat              | französischer Admiral                                                       | 59    |       |
| 19. November | Bernhard Caboga-Cerva            | österreichischer Feldzeugmeister                                            | 70    |       |
| 19. November | Ambros Rieder                    | österreichischer Lehrer, Komponist und Organist                             | 84    |       |
| 19. November | Friedrich Leberecht Trüstedt     | deutscher Mediziner                                                         | 64    |       |
| 19. November | Mihály Vörösmarty                | ungarischer Dichter, Schriftsteller und Übersetzer                          | 54    |       |
| 22. November | Otto von Bendeleben-Uckermann    | Landtagsabgeordneter                                                        | 51    |       |
| 22. November | Patrick C. Caldwell              | US-amerikanischer Politiker                                                 | 54    |       |
| 22. November | Julius Lindemann                 | deutscher Befreiungskämpfer und Generalmajor                                | 66    |       |
| 23. November | Samuel Brodbeck                  | Schweizer Politiker und Richter                                             | 54    |       |
| 23. November | Louis-Mathieu Molé               | französischer Politiker                                                     | 74    |       |
| 23. November | Jacob Ludwig Römer               | deutscher Philologe und Schriftsteller, herzoglicher Rat in Braunschweig    | 85    |       |
| 25. November | Karl Wilhelm Ludwig Heyse        | deutscher Altphilologe und Sprachwissenschaftler                            | 58    |       |
| 25. November | Justin Pierre Marie Macquart     | französischer Entomologe                                                    |       |       |
| 26. November | Adam Mickiewicz                  | polnischer Dichter der Romantik                                             | 56    |       |
| 27. November | August Ludwig Reuther            | Kaufmann, Bürgermeister                                                     | 75    |       |
| 30. November | Fulgence Fresnel                 | französischer Orientalist und Diplomat                                      | 60    |       |

## Dezember
| Tag          | Name                                    | Beruf, bekannt als                                                                          | Alter | Beleg |
| ------------ | --------------------------------------- | ------------------------------------------------------------------------------------------- | ----- | ----- |
| 1. Dezember  | Johann Peter Joseph Monheim             | Apotheker, Chemiker und Politiker                                                           | 69    |       |
| 2. Dezember  | Johann Heinrich Albers                  | deutscher Kaufmann und Mäzen                                                                | 81    |       |
| 2. Dezember  | Conrad Heinrich Fuchs                   | deutscher Pathologe und Hochschullehrer; Rektor in Göttingen                                | 51    |       |
| 2. Dezember  | Samuel C. Sample                        | US-amerikanischer Politiker                                                                 | 59    |       |
| 3. Dezember  | Aloysia von Eichendorff                 | Ehefrau des Joseph von Eichendorffs                                                         | 63    |       |
| 4. Dezember  | Leopold Werndl                          | österreichischer Waffenproduzent                                                            | 58    |       |
| 5. Dezember  | Moritz Hermann Eduard Meier             | deutscher klassischer Philologe                                                             | 59    |       |
| 5. Dezember  | Samuel Passavant                        | deutscher Kaufmann und Politiker                                                            | 68    |       |
| 6. Dezember  | Amschel Mayer von Rothschild            | deutscher Bankier                                                                           | 82    |       |
| 6. Dezember  | William Swainson                        | englischer Ornithologe                                                                      | 66    |       |
| 7. Dezember  | Johann Anton Heidmann                   | österreichischer Mediziner                                                                  | 83    |       |
| 11. Dezember | Robert von der Goltz                    | deutscher Richter, Offizier und Politiker, Abgeordneter der Frankfurter Nationalversammlung | 43    |       |
| 12. Dezember | Jeremiah H. Pierson                     | US-amerikanischer Politiker                                                                 | 89    |       |
| 13. Dezember | Jean Barthélemy Darmagnac               | französischer General der Infanterie                                                        | 89    |       |
| 13. Dezember | Franz Xaver von Kolowrat-Krakowsky      | böhmischer Adliger, Gutsbesitzer                                                            | 72    |       |
| 14. Dezember | Joel Abbot                              | US-amerikanischer Marineoffizier                                                            | 62    |       |
| 14. Dezember | Charles de Laet Waldo Sibthorp          | britischer Politiker, Mitglied des House of Commons                                         | 72    |       |
| 14. Dezember | Elise von Schlick                       | österreichische Komponistin, Dichterin und Salonière                                        | 63    |       |
| 15. Dezember | Maria Crocifissa Di Rosa                | italienische Ordensgründerin                                                                | 52    |       |
| 15. Dezember | Frederik Meltzer                        | norwegischer Kaufmann und Politiker, Mitglied des Storting                                  | 76    |       |
| 15. Dezember | Pierre de Pelleport                     | französischer Divisionsgeneral                                                              | 82    |       |
| 18. Dezember | Luigi Cargnelutti                       | italienischer Baumeister                                                                    | 51    |       |
| 18. Dezember | Daniel Jenifer                          | US-amerikanischer Politiker                                                                 | 64    |       |
| 18. Dezember | Charles-François Sturm                  | schweizerisch-französischer Mathematiker und Physiker                                       | 52    |       |
| 20. Dezember | Hans Heinrich X. Fürst von Pless        | preußischer Fürst                                                                           | 49    |       |
| 21. Dezember | Hiram Bell                              | US-amerikanischer Politiker                                                                 | 47    |       |
| 21. Dezember | Christian Friedrich von Boeckh          | badischer Beamter und Politiker                                                             | 78    |       |
| 22. Dezember | Johann Heinrich von Olfers              | Bankier und Politiker                                                                       | 64    |       |
| 23. Dezember | Carl Heinrich Aster                     | Militärschriftsteller                                                                       | 73    |       |
| 23. Dezember | Ludwig Otto Gmelin                      | deutscher Jurist und Militär                                                                | 69    |       |
| 24. Dezember | Amélie de Berckheim                     | erste weibliche elsässische Industrielle und Managerin                                      | 79    |       |
| 24. Dezember | Friedrich Sebald Ringelhardt            | deutscher Schauspieler, Theaterregisseur und Theaterdirektor                                | 70    |       |
| 25. Dezember | Josias Neumann                          | deutscher Rechtslehrer                                                                      | 73    |       |
| 26. Dezember | Adolf Ludwig Follen                     | deutscher Schriftsteller und Verleger                                                       | 61    |       |
| 26. Dezember | Marietta Marcolini                      | italienische Schauspielerin und Opernsängerin                                               |       |       |
| 26. Dezember | Carlos Martínez de Irujo                | spanischer Ministerpräsident                                                                | 53    |       |
| 30. Dezember | Samuel Bleichröder                      | Bankier                                                                                     | 76    |       |
| 30. Dezember | Johann von Giese                        | preußischer Generalmajor                                                                    | 70    |       |
| 30. Dezember | Heinrich Kümmel                         | deutscher Bildhauer                                                                         | 45    |       |
| 30. Dezember | Heinrich Ludwig Lobeck                  | deutscher Kaufmann und Versicherer                                                          | 68    |       |
| 31. Dezember | Johannes Jakob Diezler                  | deutscher Landschafts- und Vedutenmaler des Biedermeiers                                    | 66    |       |
| 31. Dezember | Karl Friedrich Hermann                  | deutscher Altertumsforscher                                                                 | 51    |       |
| 31. Dezember | George Townshend, 3. Marquess Townshend | britischer Adliger                                                                          | 77    |       |

## Datum unbekannt
| Tag | Name                                                | Beruf, bekannt als                                                 | Alter | Beleg |
| --- | --------------------------------------------------- | ------------------------------------------------------------------ | ----- | ----- |
|     | Ahmad I. al-Husain                                  | Bey von Tunis (1837–1855)                                          |       |       |
|     | José de Jesús Alfaro                                | nicaraguanischer Politiker und 1851 Director Supremo von Nicaragua |       |       |
|     | Dordji Banzarov                                     | buriatischer Historiker und Schamanologe                           |       |       |
|     | Nicolaus Blohm                                      | deutscher Architekt und Ingenieur sowie Stadtbaudirektor in Bremen |       |       |
|     | José María Bustillo                                 | Supremo Director von Honduras                                      |       |       |
|     | Lewis Weston Dillwyn                                | britischer Politiker                                               |       |       |
|     | Julius Gierke                                       | Jurist, Abgeordneter, Minister                                     |       |       |
|     | Franz Sales Glänz                                   | badischer Bildhauer                                                |       |       |
|     | Jap Peter Hansen                                    | deutscher Seemann und Autor von der Insel Sylt                     |       |       |
|     | James Hardiman                                      | irischer Bibliothekar und Schriftsteller                           |       |       |
|     | Samuel Kettell                                      | US-amerikanischer Autor und Publizist                              |       |       |
|     | August Kneisel                                      | deutscher Lithograf                                                |       |       |
|     | Karl Wilhelm Kummer                                 | deutscher Globenhersteller                                         | ≈70   |       |
|     | Iwan Fjodorowitsch Laskowski                        | russischer Komponist und Pianist                                   |       |       |
|     | Wilhelm Madelung                                    | deutscher Bankier und Unternehmer in Gotha                         |       |       |
|     | Gerhard Meyer                                       | Bremer Kaufmann und Dombauherr                                     |       |       |
|     | Miguel Ramón Morales                                | nicaraguanischer Director Supremo                                  |       |       |
|     | Carl Wilhelm Moritz                                 | deutscher Instrumentenbauer                                        |       |       |
|     | Nali                                                | kurdischer Dichter                                                 |       |       |
|     | Maroun an-Naqqash                                   | Begründer des Theaters in der arabischen Welt                      |       |       |
|     | Sisinio de Pretis, Edler von Cagnodo                | österreichischer Politiker                                         |       |       |
|     | Johann Georg Primavesi                              | deutscher Maler                                                    |       |       |
|     | Caroline Wilhelmine Johanna Riemer                  | Goethes Sekretärin, Geheime Hofrätin zu Weimar                     |       |       |
|     | Sunthon Phu                                         | thailändischer Dichter                                             |       |       |
|     | Johann Nepomuk Strixner                             | deutscher Zeichner, Lithograph und Kupferstecher                   |       |       |
|     | Gottfried August Thilo                              | deutscher Maler                                                    |       |       |
|     | Johann Friedrich Turley                             | deutscher Orgelbauer                                               |       |       |
|     | François Louis Isidore Valleix                      | französischer Kinderarzt                                           |       |       |
|     | Manuel Fernando Vásquez de Novoa y López de Artigas | chilenischer Politiker                                             |       |       |
|     | Gottfried Weigle                                    | deutscher Missionar und Sprachwissenschaftler                      |       |       |
|     | Johann Caspar Zellweger                             | Kaufmann, Gelehrter und Philanthrop                                |       |       |